# Goofy i inni
Goofy i inni (ang. Goof Troop, 1992–1993) – amerykański serial animowany produkcji wytwórni Walta Disneya. W sumie powstało 79 odcinków, trwających po 25 minut. Serial ten był emitowany w TVP1 w sobotnim programie Walt Disney przedstawia oraz na kanale Disney Channel, dla którego serial został ponownie zdubbingowany.
Przez 1 rok i 7 dni – od 7 października 2013 roku do 14 października 2014 serial był emitowany na antenie Disney Junior. Obecnie jest dostępny na platformie Disney+. 
Goofy jest tu samotnym ojcem 11-letniego Maxa w miasteczku Burekvill.

## Bohaterowie
- Goofy – samotny ojciec o wielki talencie do pakowania się w kłopoty, ambitny, o umyśle małego dziecka, ale dobry ojciec z wielkim szczęściem. Sąsiad Pete’a.
- Pete – właściciel firmy sprzedającej używane samochody, pragmatyk, oszust bez skrupułów, farbowany lis, dla którego najwyższym celem są pieniądze. Ma charakterystyczne poczucie humoru.
- Max – 11-letni syn Goofy’ego i jego przeciwieństwo.
- Pajda; w nowym dubbingu – PJ (ang. P.J, czyli Pete Junior) – syn Pete’a i jego absolutne przeciwieństwo. Przyjaciel Maxa.
- Pegg – żona Pete’a, nienawidząca jego machlojek, krzykiem zawsze wywalczy swoje racje.
- Pchełka (ang. Pistol) – sześcioletnia córka Pete’a, postać rzadko na pierwszym planie.

## Twórcy
- Reżyseria: Kevin Lima
- Scenariusz:
  - Chris Matheon
  - Jymn Magon
  - Stephen Sustarsic
  - Libby Hinson
  - Brian Pimental
- Muzyka Tevin Campbell

## Spis odcinków
| N/o               | Polski tytuł Stary dubbing/Nowy dubbing                          | Angielski tytuł                                                 |
| ----------------- | ---------------------------------------------------------------- | --------------------------------------------------------------- |
|                   |                                                                  |                                                                 |
| SERIA PIERWSZA    |                                                                  |                                                                 |
|                   |                                                                  |                                                                 |
| 01                | Paluszek i główka                                                | Axed by Addition                                                |
|                   |                                                                  |                                                                 |
| 02                | Dom na sprzedaż                                                  | Unreal Estate                                                   |
|                   |                                                                  |                                                                 |
| 03                | Obozowe życie/Jaki ojciec taki biwak                             | You Camp Take It with You                                       |
|                   |                                                                  |                                                                 |
| 04                | Filmowe strachy                                                  | Midnight Movie Madness                                          |
|                   |                                                                  |                                                                 |
| 05                | Majster od tapet                                                 | Counterfeit Goof                                                |
|                   |                                                                  |                                                                 |
| 06                | Nie ma kasztanów bez kolców                                      | O, R-V, I N-V U                                                 |
|                   |                                                                  |                                                                 |
| 07                | Jak by skórę zdjął                                               | Meanwhile, Back at the Ramp                                     |
|                   |                                                                  |                                                                 |
| 08                | Bliskie spotkania foliowego stopnia/Bliskie spotkania z mimem    | Close Encounters of the Weird Mime                              |
|                   |                                                                  |                                                                 |
| 09                | Czterej panowie w łódce                                          | Slightly Dinghy                                                 |
|                   |                                                                  |                                                                 |
| 10                | Letnia gorączka Totalne uziemienie                               | Cabana Fever                                                    |
|                   |                                                                  |                                                                 |
| 11                | Nie ma dymu bez Goofy’ego                                        | Where There’s Smoke, There’s Goof                               |
|                   |                                                                  |                                                                 |
| 12                | Na spotkanie z przeznaczeniem/Randka z przeznaczeniem            | Date with Destiny                                               |
|                   |                                                                  |                                                                 |
| 13                | Grunt to reklama/Wysokie loty                                    | Hot Air                                                         |
|                   |                                                                  |                                                                 |
| 14                | Totalnie wyautowani                                              | Take Me out of the Ball Game                                    |
|                   |                                                                  |                                                                 |
| 15                | Szczątki, kłamstwa i kasety wideo/Duchy, kłamstwa i kaseta video | Wrecks, Lies & Videotape                                        |
|                   |                                                                  |                                                                 |
| 16                | Maksymalna ochrona                                               | Max-imum Protection                                             |
|                   |                                                                  |                                                                 |
| 17                | Goofin Hood i Melancholicy/Robin Goof i smętna kompania          | Goofin’ Hood & His Melancholy Men                               |
|                   |                                                                  |                                                                 |
| 18                | Szef bandy                                                       | Leader of the Pack                                              |
|                   |                                                                  |                                                                 |
| 19                | Inspektor Goofy                                                  | Inspector Goofy                                                 |
|                   |                                                                  |                                                                 |
| 20                | Goofy Blues                                                      | Shake, Rattle & Goof                                            |
|                   |                                                                  |                                                                 |
| 21                | Nieuleczalna choroba/Śmiertelne aspiracje                        | Terminal Pete                                                   |
|                   |                                                                  |                                                                 |
| 22                | Złoto dla durniów/Złoto głupców                                  | Fool’s Gold                                                     |
|                   |                                                                  |                                                                 |
| 23                | Koci gwiazdor                                                    | Cat’s Entertainment                                             |
|                   |                                                                  |                                                                 |
| 24                | Co nagle to po forsie/Śmieć to pieniądz                          | Waste Makes Haste                                               |
|                   |                                                                  |                                                                 |
| 25                | Agent federalny /                                                | The Ungoofables                                                 |
|                   |                                                                  |                                                                 |
| 26                | Reklama dźwignią prasy                                           | All the Goof That’s Fit to Print                                |
|                   |                                                                  |                                                                 |
| 27                | Dziedzic mimo woli                                               | To Heir Is Human                                                |
|                   |                                                                  |                                                                 |
| 28                | Święto duchów                                                    | Hallow-Weenies                                                  |
|                   |                                                                  |                                                                 |
| 29                | Wyścig wanien/Zawody bez wody                                    | Tub Be or Not Tub Be                                            |
|                   |                                                                  |                                                                 |
| 30                | Żołnierz Goofy/Żołnierz Goofy                                    | Major Goof                                                      |
|                   |                                                                  |                                                                 |
| 31                | Nie truć mi tu                                                   | A Goof of the People                                            |
|                   |                                                                  |                                                                 |
| 32                | Spór graniczny/Wolnoć Tomku w swoim domku                        | Goof Under My Roof                                              |
|                   |                                                                  |                                                                 |
| 33                | Goofy to ma szczęście                                            | Everything’s Coming Up Goofy (Forever Goof Part 1)              |
|                   |                                                                  |                                                                 |
| 34                | Jak dobrze mieć sąsiada                                          | Good Neighbor Goofy (Forever Goof Part 2)                       |
|                   |                                                                  |                                                                 |
| 35                | Żegnaj panie Goofy/Żegnaj panie Goofy                            | Goodbye Mr. Goofy                                               |
|                   |                                                                  |                                                                 |
| 36                | Strażnicy Burekville                                             | Lethal Goofin’                                                  |
|                   |                                                                  |                                                                 |
| 37                | Frankengoof                                                      | Frankengoof                                                     |
|                   |                                                                  |                                                                 |
| 38                | E=MC Goofy                                                       | E=MC Goof                                                       |
|                   |                                                                  |                                                                 |
| 39                | Koń wyścigowy                                                    | Pete’s Day at the Races                                         |
|                   |                                                                  |                                                                 |
| 40                | Znalezione nie kradzione                                         | In Goof We Trust                                                |
|                   |                                                                  |                                                                 |
| 41                | Z dzieckiem będzie ich troje                                     | And Baby Makes Three                                            |
|                   |                                                                  |                                                                 |
| 42                | Super kolos Iniemamocnych                                        | The Incredible Bulk                                             |
|                   |                                                                  |                                                                 |
| 43                | Idealna pani domu/Konkurs gospodarności                          | Mrs. Spoonerville                                               |
|                   |                                                                  |                                                                 |
| 44                | Załatwić Pita                                                    | For Pete’s Sake                                                 |
|                   |                                                                  |                                                                 |
| 45                | Blaski i cienie Wielkiego Miasta/Wielkomiejska włóczęga          | Big City Blues                                                  |
|                   |                                                                  |                                                                 |
| 46                | Na Goofa urok                                                    | Rally Round the Goof                                            |
|                   |                                                                  |                                                                 |
| 47                | Okienna pułapka                                                  | Window Pains                                                    |
|                   |                                                                  |                                                                 |
| 48                | Gorączka remontowej nocy                                         | Nightmare on Goof Street                                        |
|                   |                                                                  |                                                                 |
| 49                | Kłopotliwy spadek                                                | Where There’s a Will, There’s a Goof                            |
|                   |                                                                  |                                                                 |
| 50                | Wielka stopa                                                     | Winter Blunderland                                              |
|                   |                                                                  |                                                                 |
| 51                | Kondycja tłustycja                                               | Gymnauseum                                                      |
|                   |                                                                  |                                                                 |
| 52                | Mucha nie siada                                                  | Come Fly with Me                                                |
|                   |                                                                  |                                                                 |
| 53                | Gruby i grubszy                                                  | As Goof Would Have It                                           |
|                   |                                                                  |                                                                 |
| 54                | Grunt to rodzinka                                                | Calling All Goofs                                               |
|                   |                                                                  |                                                                 |
| 55                | Najlepsi przyjaciele/Prawdziwych przyjaciół poznaje się w klubie | Buddy Building                                                  |
|                   |                                                                  |                                                                 |
| 56                | Wielka orkiestra koszmarnej mocy                                 | Dr. Horatio’s Magic Orchestra                                   |
|                   |                                                                  |                                                                 |
| 57                | Kaczki nieboraczki/O jedno pióro za daleko                       | Goofs of a Feather                                              |
|                   |                                                                  |                                                                 |
| 58                | Dwóch przeciw mafii                                              | Goof Fellas                                                     |
|                   |                                                                  |                                                                 |
| 59                | Klątwa świra/Dobry, zły i Goofy                                  | The Good, the Bad & the Goofy                                   |
|                   |                                                                  |                                                                 |
| 60                | Edukacja Goofy’ego                                               | Educating Goofy                                                 |
|                   |                                                                  |                                                                 |
| 61                | Miłość, szmaragd i rocznica                                      | Peg o’ the Jungle                                               |
|                   |                                                                  |                                                                 |
| 62                | Złoty interes                                                    | Partners in Grime                                               |
|                   |                                                                  |                                                                 |
| 63                | Akcja Pizza                                                      | A Pizza the Action                                              |
|                   |                                                                  |                                                                 |
| 64                | Łapać złodzieja/Oszukać głód                                     | To Catch a Goof                                                 |
|                   |                                                                  |                                                                 |
| 65                | W samo południe przy zagrodzie                                   | Gunfight at the Okie-Doke Corral                                |
|                   |                                                                  |                                                                 |
| SERIA DRUGA       |                                                                  |                                                                 |
|                   |                                                                  |                                                                 |
| 66                |                                                                  | Queasy Rider                                                    |
|                   |                                                                  |                                                                 |
| 67                |                                                                  | Maximum Insecurity                                              |
|                   |                                                                  |                                                                 |
| 68                | Kochany szczeniak                                                | Puppy Love                                                      |
|                   |                                                                  |                                                                 |
| 69                | Jajo nie do zniesienia                                           | Great Egg-Spectations                                           |
|                   |                                                                  |                                                                 |
| 70                |                                                                  | Three Ring Bind                                                 |
|                   |                                                                  |                                                                 |
| 71                |                                                                  | Pistolgeist                                                     |
|                   |                                                                  |                                                                 |
| 72                |                                                                  | Bringin’ On the Rain                                            |
|                   |                                                                  |                                                                 |
| 73                | Talent dla Maxa                                                  | Talent to the Max                                               |
|                   |                                                                  |                                                                 |
| 74                |                                                                  | Tee for Two                                                     |
|                   |                                                                  |                                                                 |
| 75                |                                                                  | Goofin’ Up the Social Ladder                                    |
|                   |                                                                  |                                                                 |
| 76                |                                                                  | Sherlock Goof                                                   |
|                   |                                                                  |                                                                 |
| 77                |                                                                  | From Air to Eternity                                            |
|                   |                                                                  |                                                                 |
| 78                |                                                                  | Clan of the Cave Goof                                           |
|                   |                                                                  |                                                                 |
| ODCINEK SPECJALNY |                                                                  |                                                                 |
|                   |                                                                  |                                                                 |
| S1                | Boże Narodzenie z Goofym                                         | Have Yourself a Goofy Little Christmas (A Goof Troop Christmas) |
|                   |                                                                  |                                                                 |

## Filmy na podstawie serialu
DisneyToon Studios zrealizowało dwa filmy, będące kontynuacją serialu:
- Goofy na wakacjach (ang. A Goofy Movie, 1995),
- Goofy w college’u (ang. An Extremely Goofy Movie, 2000).